# Martinsburg (West Virginia)
Martinsburg ist eine City in der Eastern-Panhandle-Region des US-Bundesstaates West Virginia und County Seat des Berkeley County. Das U.S. Census Bureau hat bei der Volkszählung 2020 eine Einwohnerzahl von 18.777 ermittelt.

## Geographie
Martinsburg liegt zirka 148 km nordwestlich von Washington, D.C. Der U.S. Highway 11 führt durch das Stadtzentrum und die Interstate 81 führt an der Nordseite der Stadt vorbei.

## Geschichte
Der Ort wurde 1778 von dem General Adam Stephen gegründet, der ihn zu Ehren des Landbesitzers Colonel Thomas Bryan Martin, einem Neffen von Thomas Fairfax, 6. Lord Fairfax of Cameron, Martinsburg taufte.
Aspen Hall ist eine georgianische Villa, deren ältester Teil 1745 von Edward Beeson, Sr. gebaut wurde. Somit ist es das älteste Haus in der Stadt. Aspen Hall und die Personen, die dort lebten, spielten eine maßgebliche Rolle in der Entwicklung der Landwirtschaft, Religion, Beförderung und Politik der Region. Bedeutende Ereignisse im Zusammenhang mit dem Siebenjährigen Krieg, der Amerikanischen Revolution und dem Bürgerkrieg fanden auf dem Anwesen statt. Drei der ursprünglichen Gebäude sind noch erhalten, einschließlich des seltenen Blockhauses von Mendenhall's Fort.
Die erste Poststelle auf dem Gebiet des heutigen West Virginia wurde 1792 in Martinsburg eingerichtet. Die Baltimore and Ohio Railroad erreichte Martinsburg im Jahr 1842. Der erste B&O Lokschuppen- und Stationskomplex wurde 1849 erbaut. 1863 wurde Isabelle „Belle“ Boyd, eine berühmte Spionin für die Konföderation, in Martinsburg von der Nordstaaten-Armee inhaftiert.
Die Stadt Martinsburg wurde am 30. März 1868 von der West Virginia Legislature geschaffen.
Der große Bahnstreik von 1877 begann am 14. Juli 1877 in Martinsburg und breitete sich über das ganze Land aus. Der Telefondienst wurde 1883 zum ersten Mal angeboten. 1889 wurde die Elektrizität eingerichtet mit einer Lizenz der United Edison Manufacturing Company of New York. Die Firma Intervowen nahm ihre Tätigkeiten 1891 in Martinsburg auf und entwickelte sich zum weltweit größten Hersteller von Männerstrümpfen.
Die Konstruktion des Apollo Civic Theatre wurde 1913 abgeschlossen.
Über tausend Männer aus dem Berkeley County nahmen am Ersten Weltkrieg teil. Von diesen wurden 41 getötet und 21 im Kampf verwundet. Ein Grabmal für die im Kampf Gefallenen wurde im Jahr 1925 errichtet.
Während des Zweiten Weltkrieges behandelte das Newton D. Baker Hospital in Martinsburg Tausende von Soldaten, die im Krieg verwundet wurden. 1946 wurde dieses Armeekrankenhaus Teil der Veterans Administration. Das Veterans Administration Medical Center in Martinsburg ist immer noch in Betrieb und stellt Betreuung für Veteranen bereit.
Beginnend in den späten 1940er-Jahren und während der 1950er-Jahre schlossen viele Mühlen und Fabriken in Martinsburg. Dies was ein herber Schlag für die lokale Wirtschaft.

## Verkehr
Der Zugverkehr wir von Amtraks Washington-Chicago Capitol Limited Route und von der Brunswick Line des Maryland’s Commuter Rail System bedient. Die Brunswick Line ermöglicht die Verbind der Stadt bis zur Union Station in Washington, D.C.
Eastern Panhandle Transit Authority operates public bus transit routes in Martinsburg, surrounding Berkeley County, and neighboring Jefferson County, West Virginia.
Südlich der Stadt befindet sich der Eastern WV Regional Airport. Teil des Flugplatzes ist die Shepherd Field Air National Guard Base, auf der die 167th Airlift Wing der West Virginia Air National Guard stationiert ist. Die Einheit ist mit Boeing C-17-Transportflugzeugen ausgerüstet. Der nächste kommerzielle Flughafen ist der 40 km nördlich gelegene Hagerstown Regional Airport.

## Demografische Daten
Zum Zeitpunkt des United States Census 2000 lebten in Martinsburg 14.972 Menschen, es gab 6.684 Haushalte und 3.689 Familien. Die Bevölkerungsdichte lag bei 1.149 je km². Es gab 7.432 Wohneinheiten bei einer durchschnittlichen Siedlungsdichte von 571 je km². 83,9 % der Einwohner waren weiß, 11,63 % Afroamerikaner, 0,4 % Indianer, 0,63 % Asiatische Amerikaner, 0,02 % Pazifische Insulaner, 1,26 % Angehörige anderer Rassen und 2,17 % Angehörige von zwei oder mehr Rassen. 2,91 % der Bevölkerung waren Menschen spanischer oder lateinamerikanischer Abstammung jeglicher Rasse.
23,1 % waren jünger als 18, 9,6 % waren zwischen 18 und 24 Jahre alt, 28,7 % waren zwischen 25 und 44 Jahre alt, 22,3 % waren zwischen 45 und 64 Jahre alt und 16,4 % waren 65 oder älter. Das Medianalter lag bei 37 Jahren. Auf 100 Frauen kamen 91 Männer. Auf 100 volljährige Frauen kamen 89 Männer.
Das Medianhaushaltseinkommen lag bei 29.495 US-Dollar und das Medianhaushaltseinkommen einer Familie lag bei 36.954 US-Dollar. Männer hatten ein Medianeinkommen von 29.697 US-Dollar, Frauen hatten ein Medianeinkommen von 22.212 US-Dollar. Das Pro-Kopf-Einkommen lag bei 16.314 US-Dollar. Ungefähr 14,7 % aller Familien und 20 % der Bevölkerung lebten unter der Armutsgrenze, einschließlich 28,8 % aller Minderjährigen und 15,1 % aller, die 65 oder älter waren.
Martinsburg und Berkeley County wachsen sehr schnell, weil viele Menschen aus Washington, D.C. und Baltimore zuziehen.

## Persönlichkeiten

### Söhne und Töchter der Stadt
- John Joseph Kain (1841–1903), Erzbischof von St. Louis
- Charles James Faulkner (1847–1929), Politiker der Demokratischen Partei, Senator
- Newton Diehl Baker junior (1871–1937), Politiker der Demokratischen Partei, Bürgermeister von Cleveland, Kriegsminister
- Mary Elizabeth Price (1877–1965), Malerin des Impressionismus
- Harry F. Byrd senior (1887–1966), Politiker der Demokratischen Partei, Gouverneur, Senator
- Absalom Willis Robertson (1887–1971), Rechtsanwalt, Abgeordneter im US-Repräsentantenhaus, Senator
- Garland Wilson (1909–1954), Boogie-Woogie-Pianist
- Jennifer Armentrout (* 1980), Bestseller-Autorin

### Persönlichkeiten, die vor Ort gewirkt haben
- Belle Boyd (1844–1900), Spionin im Sezessionskrieg